# Malvina Pastorino
Malvina Pastorino (Buenos Aires, 16 novembre 1916 – Buenos Aires, 6 maggio 1994) è stata un'attrice argentina.

## Biografia
Figlia di immigrati piemontesi, Malvina Pastorino si sposò con il famoso attore e comico Luis Sandrini il 5 giugno 1980.

## Carriera artistica
Ha fatto il suo debutto cinematografico nel 1949 nel film diretto da Francisco Mujica Esperanza. In seguito è apparsa in oltre 20 film e produzioni televisive tra il 1949 e il 1988.

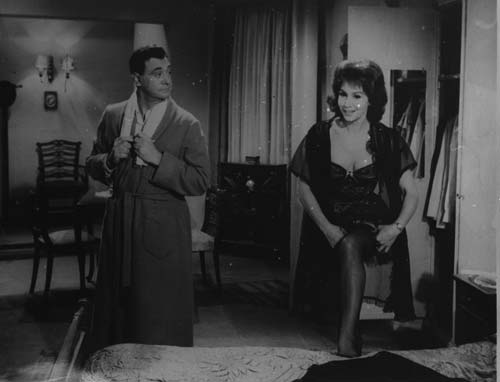
Chafalonías (1960) diretto da Mario Soffic

## Filmografia
- Esperanza, regia di Eduardo Boneo e Francisco Mujica (1949)
- Don Fulgencio, regia di Enrique Cahen Salaberry (1950)
- Sombras en la frontera, regia di Leo Fleider (1951)
- Payaso, regia di Lucas Demare (1952)
- Asunto terminado, regia di Kurt Land (1953)
- El seductor de Granada, regia di Lucas Demare (1953)
- Cuando los duendes cazan perdices, regia di Luis Sandrini (1955)
- Chafalonias, regia di Mario Soffici (1960)
- Amore in quarantena (La cigarra no es un bicho), regia di Daniel Tinayre (1964)
- Cuando los hombres hablan de mujeres, regia di Fernando Ayala (1967)
- En mi casa mando yo, regia di Fernando Ayala  (1968)
- La mano sulla... psiche! (Psexsoanalisis), regia di Héctor Olivera (1968)
- Los neuroticos, regia di Héctor Olivera (1968)
- La valija, regia di Enrique Carreras (1971)
- Hoy le toca a mi mujer, regia di Enrique Carreras (1973)
- Yo tengo fe, regia di Enrique Carreras (1974)
- El casamiento del Laucha, regia di Enrique Dawi (1977)
- La fiesta de todos, regia di Sergio Renán (1978)
- Frutilla, regia di Enrique Carreras (1980)
- Los tres alegres fugitivos, regia di Enrique Dawi (1988)